# Viviana Barbosa Bonola
Viviana Barbosa Bonola (Puebla, Puebla; 9 de julio de 1983) es una licenciada en derecho y servidora pública mexicana. Se ha desempeñado en diferentes cargos de la administración pública. Fue delegada federal de la Secretaría del Trabajo y Previsión Social en los estados de Tlaxcala y Querétaro.
En las elecciones estatales de Tlaxcala de 2021 ha sido postulada por el partido Fuerza por México como candidata a gobernadora.

## Primeros años
Barbosa Bonola nació el 9 de julio de 1983. Es hija del político mexicano Federico Barbosa Gutiérrez quien ocupó diversos cargos públicos en su natal Tlaxcala, como la titularidad de la Secretaría de Gobierno de Tlaxcala, de la Secretaría del Trabajo y Previsión Social y quien también fuera candidato a gobernador de Tlaxcala en las elecciones de 2016.

## Estudios
Realizó los estudios de educación básica y media superior en los estados de Puebla y Tlaxcala. Estudió la licenciatura en Derecho en la Universidad de las Américas. Obtuvo una especialidad en Derecho Internacional en la Universidad Austral de Chile. Realizó un diplomado en Perspectivas Comparadas en la Universidad Complutense de Madrid. Hizo la maestría en Administración Pública en el Centro de Posgrados del Estado de México, además de otra maestría en Derecho Electoral en la Universidad del Valle de Tlaxcala.

## Trayectoria laboral
Mientras estudiaba la licenciatura, fue asesora jurídica particular y trabajó con mujeres que sufrían maltrato. Después laboró para el DIF municipal de San Pedro Cholula en donde apoyó a personas en situación vulnerable. Más adelante, formó parte del Servicio Público en instituciones como la Junta Federal de Conciliación y Arbitraje, el Tribunal Superior de Justicia del Estado, el Instituto Federal Electoral y La Comisión Estatal de Derechos Humanos de Tlaxcala. En el 2013 fue designada para encabezar la Delegación Federal del Trabajo,  de la Secretaría del Trabajo y Previsión Social, en el estado de Tlaxcala, cargo que desempeñó desde enero de 2013 hasta noviembre de 2017. De noviembre de 2017 a noviembre de 2018 fue reasignada para el mismo cargo, Delegada Federal del Trabajo, en el estado de Querétaro.